# Noret, Norrbotten
Noret är en sjö i Piteå kommun i Norrbotten och ingår i Byskeälvens huvudavrinningsområde.